# Dirk Meier (forhistoriker)
Dirk Meier (født 1. oktober 1959 i Flensborg) er en tysk arkæolog og forhistoriker.
Dirk Meier tog studentereksamen i 1980 ved Auguste-Viktoria-Schule i Flensborg. Han studerede fra 1981 til 1983 ur- og forhistorie, geologi og etnologi ved universitetet i Köln og fra 1983 til 1987 ved Kiels Universitet. Der tog han doktorgrad i 1987/88 med magna cum laude i slavisk arkæologi. I 1986 fik han et rejsestipendium til universitetet i Poznan (Polen). Fra 1988 har han været leder af arbejdsgruppen for kystarkæologi og landskabsudvikling ved Forschungs- und Technologiezentrum Westküste i Büsum under universitetet i Kiel. I 1998 habiliterede han sig ved universitetet i Kiel på geoarkæologiske undersøgelser i Vesterhavsområdet og har siden været leder af de arkæologiske undersøgelser i Slesvig-Holstens vestkystområder, især Ejdersted og Ditmarsken.
Desuden er han leder af EU-projekterne "Landscape and Cultural Heritage of the Wadden Sea" og "Pathways to Cultural Landscapes". Fra 2003 til 2009 var han indehaver af lærestolen for for- og tidlig historie og middelalderarkæologi ved universitetet i Giessen. Hans videnskabelige tyngdepunkt ligger inden for geoarkæologi, kystarkæologi og historisk miljøforskning samt arkæologi og historie i tidlig og højmiddelalder.

## Forfatterskab
- Scharstorf. Eine slawische Burg in Ostholstein und ihr Umland. Archäologische Funde (= Veröffentlichungen des Sonderforschungsbereichs 17. Archäologische Arbeitsgruppen 15 = Offa-Bücher 70). Wachholtz, Neumünster 1990, ISBN 3-529-01170-3.
- Landschaftsentwicklung und Siedlungsgeschichte des Eiderstedter und Dithmarscher Küstengebietes. Untersuchungen der AG Küstenarchäologie des FTZ Westküste (= Universitätsforschungen zur prähistorischen Archäologie. Bd. 79). 2 Teile (Tl. 1: Die Siedlungen. Tl. 2: Der Siedlungsraum.). Habelt, Bonn 2001, ISBN 3-7749-3078-3 (Zugleich: Kiel, Univ., Habil.-Schr., 1997).
- Bauer, Bürger, Edelmann. Stadt und Land im Mittelalter. Thorbecke, Ostfildern 2003, ISBN 3-7995-0115-0.
- Siedeln und Leben am Rande der Welt. Zwischen Steinzeit und Mittelalter (= Archäologie in Deutschland. Sonderheft 2003). Theiss, Stuttgart 2003, ISBN 3-8062-1846-3.
- Seefahrer, Händler und Piraten im Mittelalter. Thorbecke, Ostfildern 2004, ISBN 3-7995-0142-8 (In englischer Sprache: Seafarers, Merchants and Pirates in the Middle Ages. Translated by Angus McGeoch. The Boydell Press, Woodbridge 2006, ISBN 1-8438-3237-2).
- Land Unter! Die Geschichte der Flutkatastrophen. Thorbecke, Ostfildern 2005, ISBN 3-7995-0158-4.
- Die Nordseeküste. Geschichte einer Landschaft. Boyens, Heide 2006, ISBN 3-8042-1182-8 (2. Auflage. ebenda 2007, ISBN 978-3-8042-1182-7).
- Schleswig-Holsteins Küsten im Wandel. Von der Eiszeit zur globalen Klimaerwärmung (= Kleine Schleswig-Holstein-Bücher. Bd. 58). Boyens, Heide 2007, ISBN 978-3-8042-1225-1.
- Land in Sicht. Entwicklung der Seefahrt. (Entwicklung der Seefahrt an Nord- und Ostsee). Boyens, Heide 2009, ISBN 978-3-8042-1272-5.
- Weltnaturerbe Wattenmeer. Kulturlandschaft ohne Grenzen. Boyens, Heide 2010, ISBN 978-3-8042-1314-2.
- Schleswig-Holstein im frühen Mittelalter. Landschaft – Archäologie – Geschichte. Boyens, Heide 2011, ISBN 978-3-8042-1341-8.
- Naturgewalten im Weltnaturerbe Wattenmeer. Boyens, Heide 2012, ISBN 978-3-8042-1355-5.
- Schleswig-Holstein im hohen und späten Mittelalter. Landesausbau – Dörfer – Städte. Neue Ausgabe. Boyens, Heide 2012, ISBN 978-3-8042-1366-1.

### På internettet
- Dirk Meier: "Landschaftsentwicklung und Siedlungsmuster von der römischen Kaiserzeit bis zum Mittelalter in den Schleswig-Holsteinischen Märschen" (Schriften Naturvissenschaftligen Vereins Schleswig-Holstein, band 63; 1993; s. 117-144) Arkiveret 12. marts 2017 hos  Wayback Machine (tysk)
- Dirk Meier: "Landschaftsgeschichte und Siedlungsmuster von der römischen Kaiserzeit bis in das Mittelalter in den Küstengebieten Eiderstedts und Dithmarschens" (Siedlungsforschung. Archäologie-Geschichte-Geographie 14, 1996; s. 245-276) Arkiveret 15. august 2015 hos  Wayback Machine (tysk)
- Dirk Meier: "Man and environment in the marsh area of Schleswig–Holstein from Roman until late Medieval times" (Quaternary International 112 (2004); s. 55–69) Arkiveret 14. august 2017 hos  Wayback Machine (engelsk)
- Dirk Meier: "De Dam geslogen wart twischen Eyderstede unde Husum..." (2007) Arkiveret 2. april 2015 hos  Wayback Machine (tysk)
- Dirk Meier: "The Historical Geography of the German North-Sea Coast: a Changing Landscape" (Die Küste, 74 ICCE (2008), s. 18-30) Arkiveret 12. marts 2017 hos  Wayback Machine (engelsk)
- Dirk Meyer: "Geoarchäologie an der Nordseeküste Schleswig-Holsteins" (Orsolya Heinrich-Tamaska, Niklot Krohn und Sebastian Ristow (udg.): Dunkle Jahrhunderte in Mitteleuropa? Studien zu Spätantike und Frühmittelalter Band 1; Verlag Dr. Kova", Hamburg 2009; ISBN 978-3-8300-4175-7; s. 389-416) Arkiveret 12. marts 2017 hos  Wayback Machine (tysk)
- (Webside ikke længere tilgængelig) (tysk)
- Dirk Meier: "Die Schäden der Weihnachtsflut von 1717 an der Nordseeküste Schleswig-Holsteins" (Die Küste, 78 (2011), s. 259-292) Arkiveret 4. marts 2016 hos  Wayback Machine (tysk)
- Dirk Meier: "Die Schäden der Sturmflut von 1825 an der Nordseeküste Schleswig-Holsteins" (Die Küste, 79 (2012), s. 193-235) Arkiveret 13. marts 2017 hos  Wayback Machine (tysk)
- Dirk Meier, Wilhelm G. Coldewey: "Wasserversorgung in den Nordseemarschen von der römischen Kaiserzeit bis zur frühen Neuzeit" (Christoph Ohlig (red.): DWhG Zehn Jahre wasserhistorische Forschungen und Berichte, Teil 1; Siegburg 2012; ISBN 978-3-8448-0362-4; s. 249-260) Arkiveret 4. marts 2016 hos  Wayback Machine (tysk)
- Dirk Meier et al: "Understanding the cultural historical value of the Wadden Sea region. The co-evolution of environment and society in the Wadden Sea area in the Holocene up until early modern times (11,700 BC - 1800 AD): An outline" (Ocean & Coastal Management 68 (2012) 114-126) Arkiveret 13. marts 2017 hos  Wayback Machine (engelsk)
- Dirk Meier: "Entwicklung von Klima, Natur und Umwelt im hohen und späten Mittelalter zwischen Klimaoptimum und Kleiner Eiszeit" (i: Carola Fey und Steﬀen Krieb (Hg.): Adel und Bauern in der Gesellschaft des Mittelalters; Memmingen 2012; s. 15-44) Arkiveret 1. november 2020 hos  Wayback Machine (tysk)